# Butis
Butis là một chi cá bống trong họ Butidae.

## Các loài
Hiện hành, trong chi này ghi nhận có các loài sau:
- Butis amboinensis (Bleeker, 1853)
- Butis butis (F. Hamilton, 1822): Nó được tìm thấy ở Mozambique và Nam Phi.
- Butis gymnopomus (Bleeker, 1853)
- Butis humeralis (Valenciennes, 1837)
- Butis koilomatodon (Bleeker, 1849)
- Butis melanostigma (Bleeker, 1849)